# لویک امبه سوه
لویک امبه سوه (انگلیسی: Loïc Mbe Soh؛ زادهٔ ۱۳ ژوئن ۲۰۰۱) بازیکن فوتبال اهل فرانسه است که برای باشگاه ناتینگهام فارست بازی می‌کند.
وی همچنین در تیم‌های ملی فوتبال زیر ۱۶، ۱۷، ۱۸ و ۱۹ سال فرانسه بازی کرده‌است.

## دوران حرفه‌ای

### پاری سن ژرمن

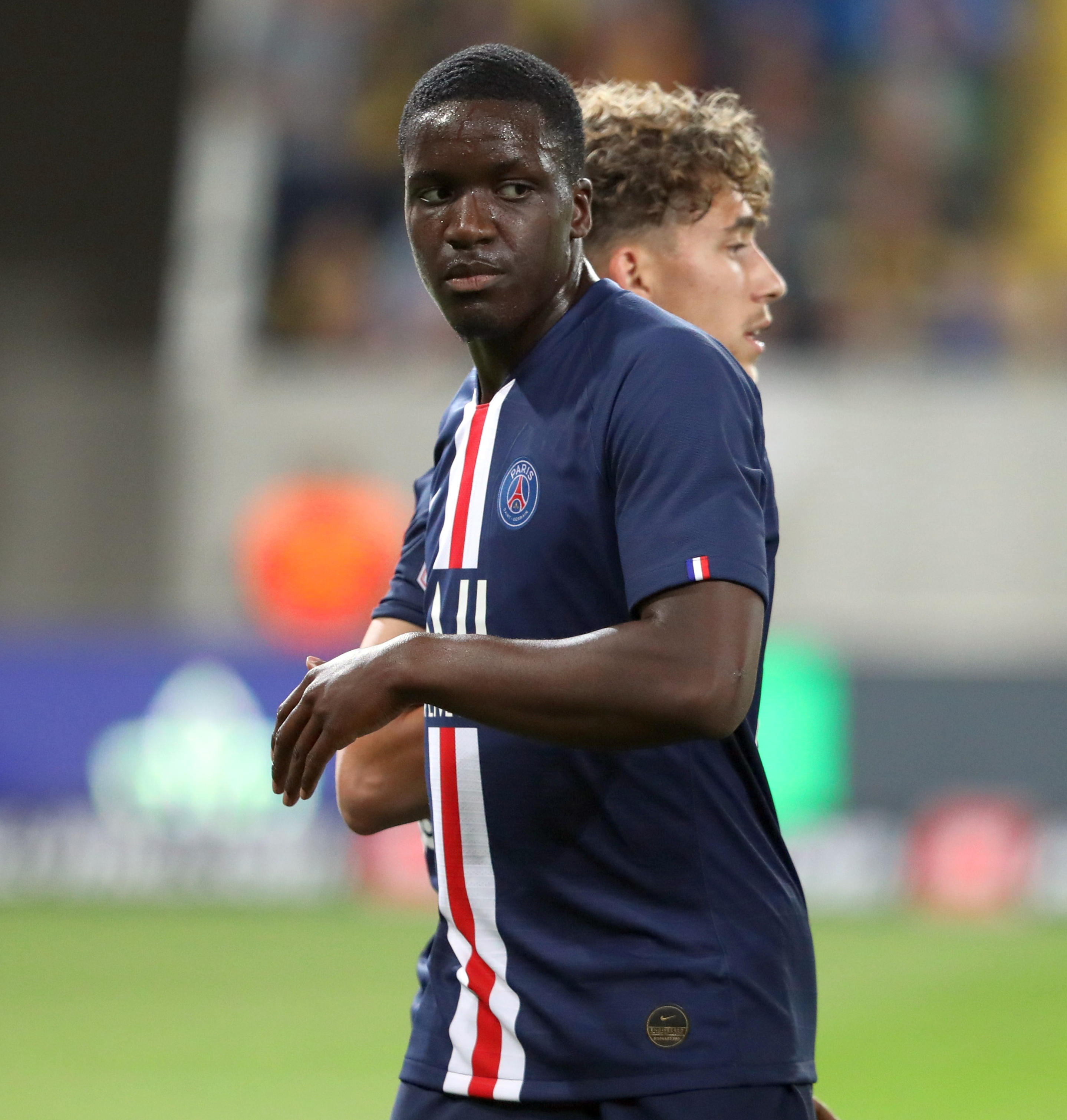
امبه سوه در سال ۲۰۱۹ با پیراهن پاری سن ژرمن

امبه سوه که فارغ‌التحصیل آکادمی باشگاه فوتبال پاری سن ژرمن است، اولین قرارداد حرفه ای خود را در ژوئیه ۲۰۱۸ امضا کرد که او را تا ژوئن ۲۰۲۱ به این باشگاه متعهد کرده بود. او اولین بازی خود را در لیگ ۱ برای پاری سن ژرمن، در ۱۱ مه ۲۰۱۹ در بازی مقابل باشگاه فوتبال آنژه انجام داد.
امبه سوه تنها بازی خود در فصل ۲۰۱۹–۲۰۲۰ را در باخت ۲–۰ در لیگ مقابل باشگاه فوتبال استاد رنس انجام داد. او در پست دفاع راست بازی کرد و در دقیقه ۵۹ به جای توما مونیه به میدان رفت.
در ۱۵ ژوئن ۲۰۲۰، امبه سوه نامزد دریافت جایزه پسر طلایی ۲۰۲۰ شد و یکی از سه بازیکن PSG در فهرست نهایی ۱۰۰ بازیکن بود.

### ناتینگهام فارست
در ۱۱ سپتامبر ۲۰۲۰، امبه سوه با باشگاه فوتبال ناتینگهام فارست قرارداد امضا کرد و مبلغ قرارداد فاش نشد. او اولین بازی خود را در ۲۶ سپتامبر در شکست ۱–۰ مقابل هادرزفیلد تاون انجام داد. او اولین گل خود را برای این باشگاه در شکست ۲–۱ مقابل میدلزبورو در ۲۰ ژانویه ۲۰۲۱ به ثمر رساند.

## تیم ملی
امبه سوه ملی پوش جوانان فرانسوی است و همچنین در موارد مختلف کاپیتان تیم زیر ۱۸ سال فرانسه نیز بوده‌است.